# Nicola Canali
Nicola Canali (Rieti, 6 juni 1874 - Vaticaanstad, 3 augustus 1961) was een Italiaans geestelijke en kardinaal van de Rooms-Katholieke Kerk. 
Canali kwam uit een adellijk geslacht dat in het verleden ook al de kardinalen Saverio Canali en Franceso Canali had voortgebracht. Hij studeerde aan de Pauselijke Gregoriaanse Universiteit en aan het Angelicum en werd op 31 maart 1900 in de Sint-Jan van Lateranen priester gewijd. In de zomer van 1903 trad hij in dienst van het Staatssecretariaat van de Heilige Stoel waar hij persoonlijk secretaris werd van kardinaal-staatssecretaris Rafael Merry del Val. In 1908 werd hij benoemd tot substituut bij de eerste afdeling van het Staatssecretariaat. In hetzelfde jaar benoemde paus Pius X hem tot ereprelaat van Zijne Heiligheid. In 1914 werd hij secretaris bij de H. Congregatie voor de Ceremoniën. In 1926 benoemde paus Pius XI Canali tot assessor bij het Heilig Officie. In hetzelfde jaar werd hij verheven tot apostolisch protonotaris.
Paus Pius XI creëerde hem kardinaal tijdens het consistorie van 16 december 1935. De San Nicola in Carcere werd zijn titeldiakonie. Kardinaal Canali nam deel aan het conclaaf van 1939 dat leidde tot de verkiezing van Eugenio kardinaal Pacelli tot paus Pius XII. Deze benoemde Canali niet lang na zijn verkiezing tot eerste president van de Pauselijke Commissie voor de Staat Vaticaanstad. In 1940 werd hij benoemd tot grootmeester van de Orde van het Heilig Graf, hetgeen hij tot zijn dood zou blijven. Vanaf 1941 deed Canali daarnaast dienst als kardinaal-grootpenitentiarius.
Vanaf 1946 was Canali kardinaal-protodiaken. In die hoedanigheid nam hij deel aan het conclaaf van 1958. Hij maakte na afloop hiervan vanaf de buitenloggia van de Sint-Pieter de verkiezing van paus Johannes XXIII bekend en kroonde hem enkele dagen later. Kardinaal Canali overleed in 1961. Zijn lichaam werd bijgezet in de Sant'Onofrio al Gianicolo, de kerk van de Orde van het Heilig Graf. Kardinaal Canali was de laatste kardinaal die nooit bisschop gewijd was, voordat paus Johannes XXIII deze wijding voor alle kardinalen verplicht stelde, met het motu proprio Cum Gravissima. Nadien hebben meerdere kardinalen dispensatie gekregen voor de bisschopswijding.
- Bibliothèque nationale de France: cb11197159z (data)
- Gemeinsame Normdatei: 1084236567
- International Standard Name Identifier: 0000 0000 6285 3309
- Istituto Centrale per il Catalogo Unico: SBLV231951
- Virtual International Authority File: 88676857
- WorldCat: E39PBJc3DDVxtyVDDVtQg84wmd